# 亞索皮利
49°52′37″N 28°6′29″E / 49.87694°N 28.10806°E
亞索皮利（烏克蘭語：Ясопіль）是位於烏克蘭北部日托米爾州裏日托米爾區的村莊，始建於1585年，面積0.26平方公里，海拔高度260米，2001年人口20，人口密度每平方公里78.13人。